# Cochin

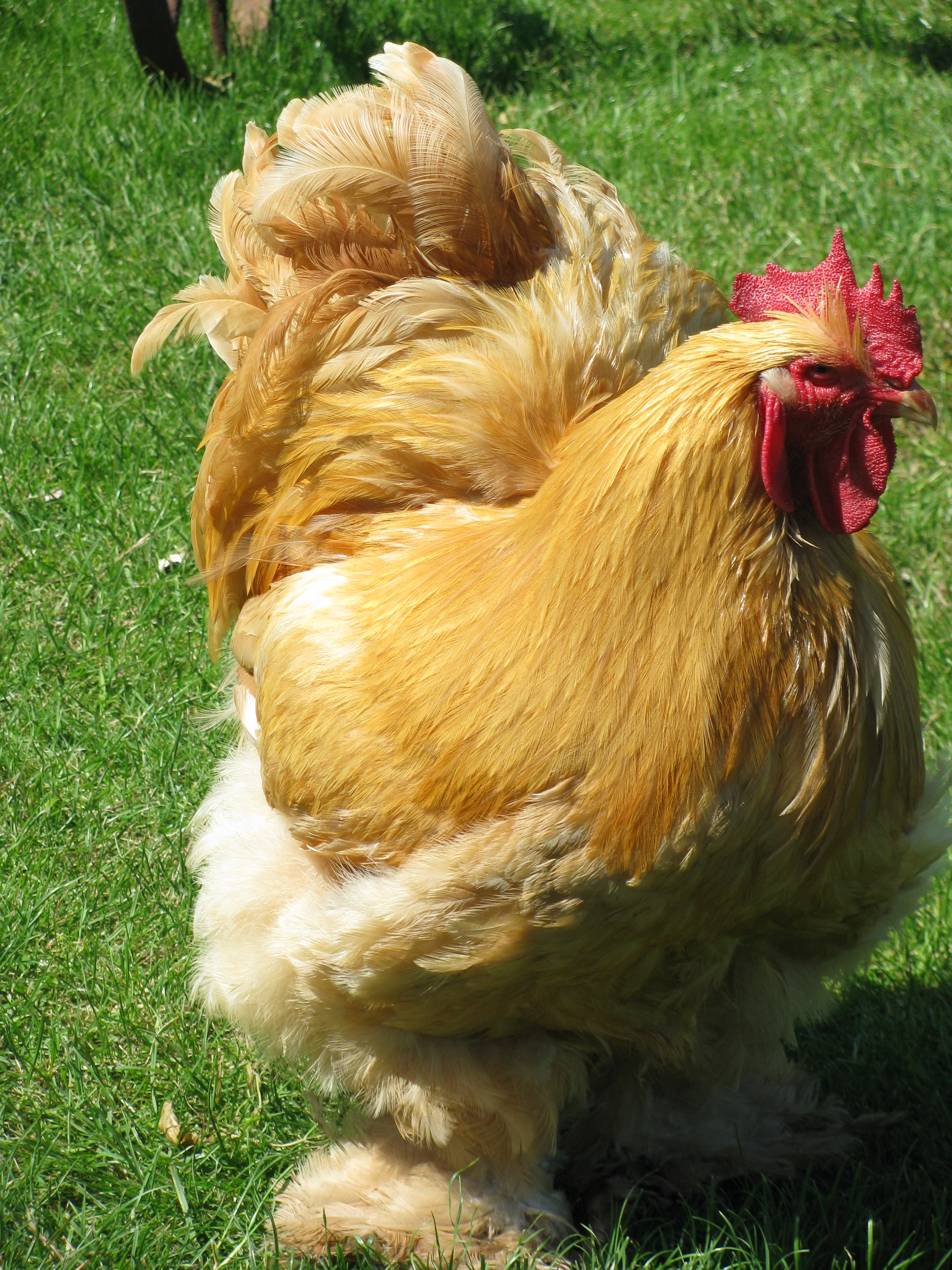
Kogut rasy cochin

Cochin – rasa kur mięsnych typu ciężkiego.

## Pochodzenie
Ojczyzną tej rasy jest Szanghaj, w związku z czym ptaki na początku były nazywane „kurami szanghajskimi”. Do Anglii pierwsze osobniki dotarły z Azji w 1843 roku. Już w 1860 r. wykształcono główne cechy cochina. Pierwsze wzmianki dotyczące rasy zostały umieszczone w publikacji Williama Bernhardta Tegetmeiera pod tytułem „Standard of Excellence in Exhibition Poultry” w 1865 roku. Tytuł stanowi obecnie podstawę do oceniania ptactwa podczas wystaw kur rasowych.

## Wygląd
Cochiny charakteryzują się szerokim, masywnym tułowiem, wyraźnie głębiej osadzonym niż u brahmy, bujnym upierzeniem ud oraz mocnymi skokami. Posiadają niewielką głowę, mały grzebień pojedynczy, delikatne dzwonki i pomarańczowoczerwone oczy. Kury te posiadają masywne i dobrze umięśnione piersi. Ze względu na ich budowę, nie potrafią latać.

## Hodowla
Ptaki te cechują się łagodnym usposobieniem. Są powolne i małoruchliwe, co powoduje, że nie potrzebują dużej przestrzeni do chodzenia ani wysokich ogrodzeń. Ich gęste upierzenie, szczególnie w okolicach nóg, sprawia, że dbałość o utrzymanie czystości na wybiegu jest niezwykle istotna.

## Odmiany barwne
- czarna
- niebieska
- biała
- żółta
- jastrzębiata
- kuropatwiana
- pstre (czarno-białe)

## Masa ciała
Koguty odmiany olbrzymiej, pochodzącej z Chin, mogą osiągać wagę od 3,5 do 5,5 kilogramów. Kury charakteryzują się niższą masą, wynoszącą od 3,0 do 4,5 kilogramów.